# Xenos

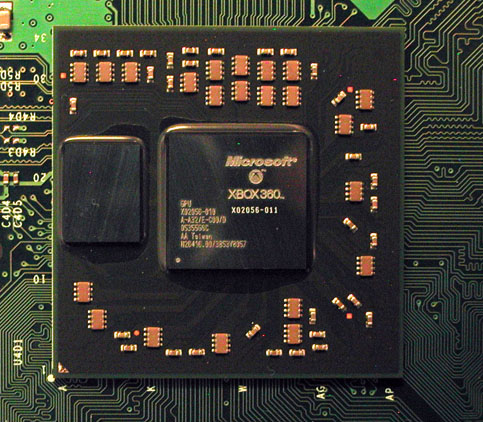
Procesor graficzny Xenos konsoli XBOX 360

Xenos – procesor graficzny skonstruowany przez firmę ATI na potrzeby konsoli Xbox 360. Nazwa kodowa procesora to C1. Składa się z dwóch osobnych części: rdzenia oraz pamięci podręcznej eDRAM. Konstrukcyjnie podobny jest on do kart z rdzeniem Radeon R600.

## Specyfikacja
Na rdzeń składa się 48 zunifikowanych jednostek cieniowania pikseli, wyposażonych w dwie jednostki ALU na każdą.
- 337 milionów tranzystorów (cały układ)
- rdzeń taktowany zegarem 500 Mhz, wykonany w 90nm procesie technologicznym[1]
  - 105 milionów tranzystorów (pamięć)
  - 8 ROP
    - maksymalne wypełnianie: 4 gigapiksele na sekundę
    - 4x antyaliasing

  - 232 miliony tranzystorów (GPU)
  - 48 zunifikowanych jednostek cieniowania pikseli[1]
  - każda jednostka jest w stanie przetwarzać instrukcje vertex jak i pixel shader[1]
  - wydajność 10 operacji na takt (na każdą jednostkę)
  - maksymalnie 1,5 mln operacji vertex na sekundę
  - maksymalnie 80 mln operacji shader na sekundę
- całkowita wydajność układu to 240 GFLOPS